# 离散优化
离散优化是应用数学和计算机科学中优化问题的一个分支。
在此种数学规划中，变量被限制为离散变量，比如整数。与此相对的是连续优化。
离散优化存在两个主要的分支。
- 组合优化：指关于图，拟阵等数学结构的问题。

- 整数规划

此两分支也有着很紧密的关系，许多组合优化问题可以以整数规划来模拟，整数规划问题也可有对应的组合优化版本。